# بروكسيما ميدنايت
بروكسيما ميدنايت هي شريرة خارقة في مارفل كومكس من ابتكار جوناثان هيكمان،ظهرت الشخصية لأول مرة في سبتمبر 2013.